# Утлюкский лиман
Утлюкский лиман — открытый лиман Азовского моря, на территории Херсонской и Запорожской областей (Украина). Площадь — 700 км².

## География
Лиман расположен в северо-западной части Азовского моря. От моря отделяется Федотовой косой и её продолжением — косой Бирючий Остров, протянувшейся в сторону города Геническа. Соединён с морем проливом, что между оконечностью Бирючьего острова и косой Арабатская стрелка, шириной 11 км. В Утлюкский лиман впадают реки Большой Утлюк, Малый Утлюк, Атманай (в его залив Сиваш). Лиман используется для рекреации и рыболовства. 

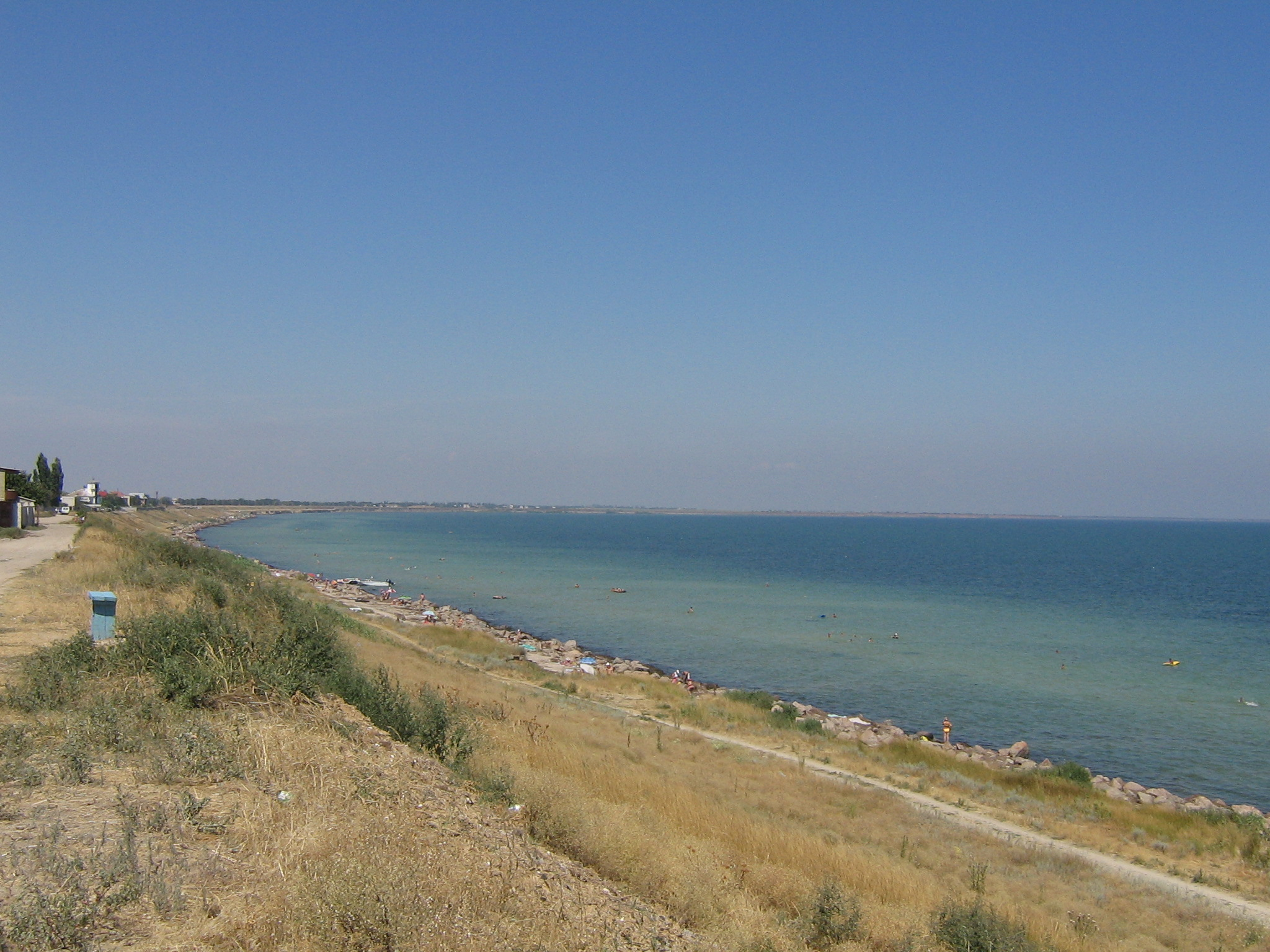
побережье возле города Геническа
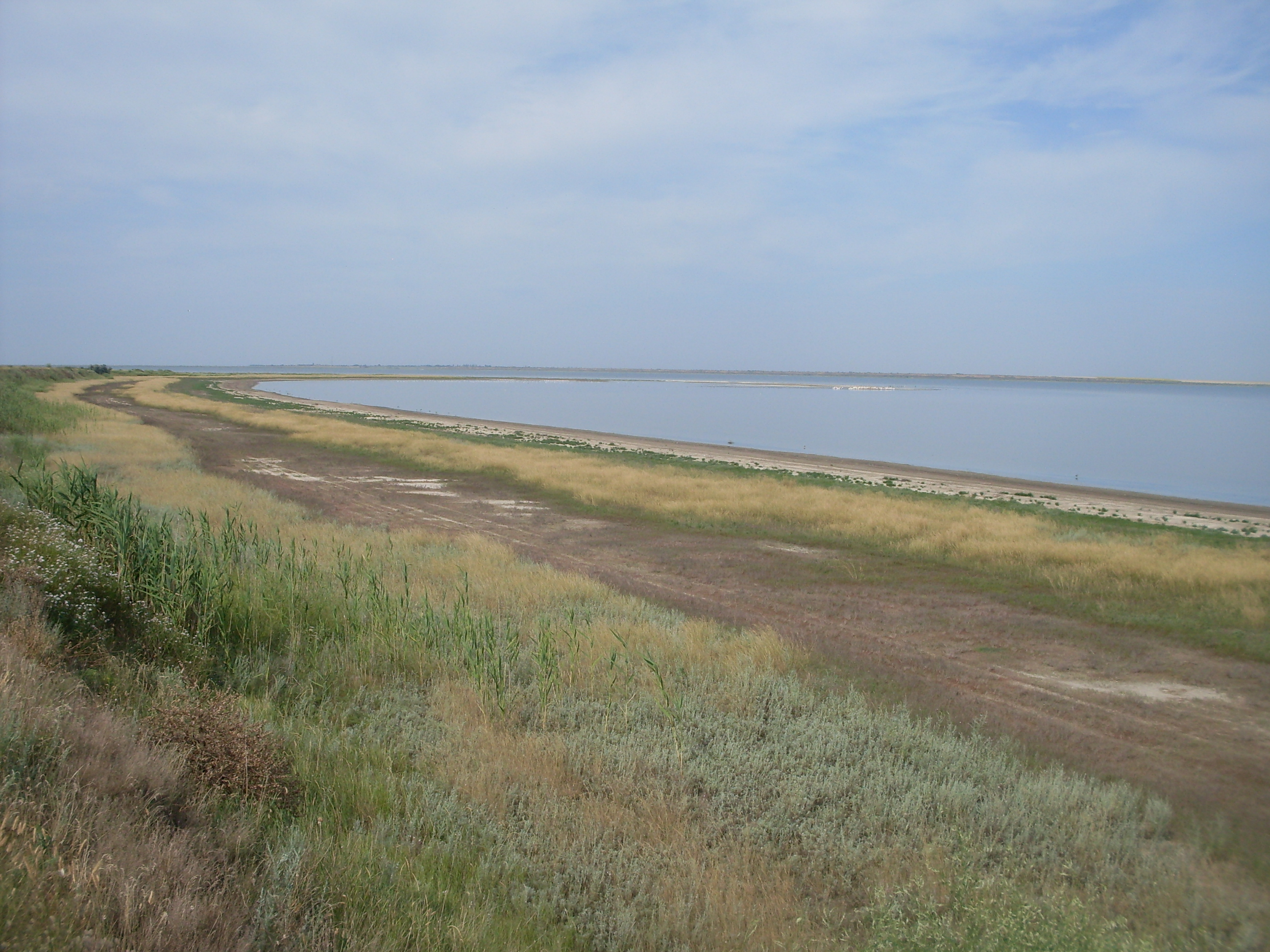
побережье западнее села Лиманское
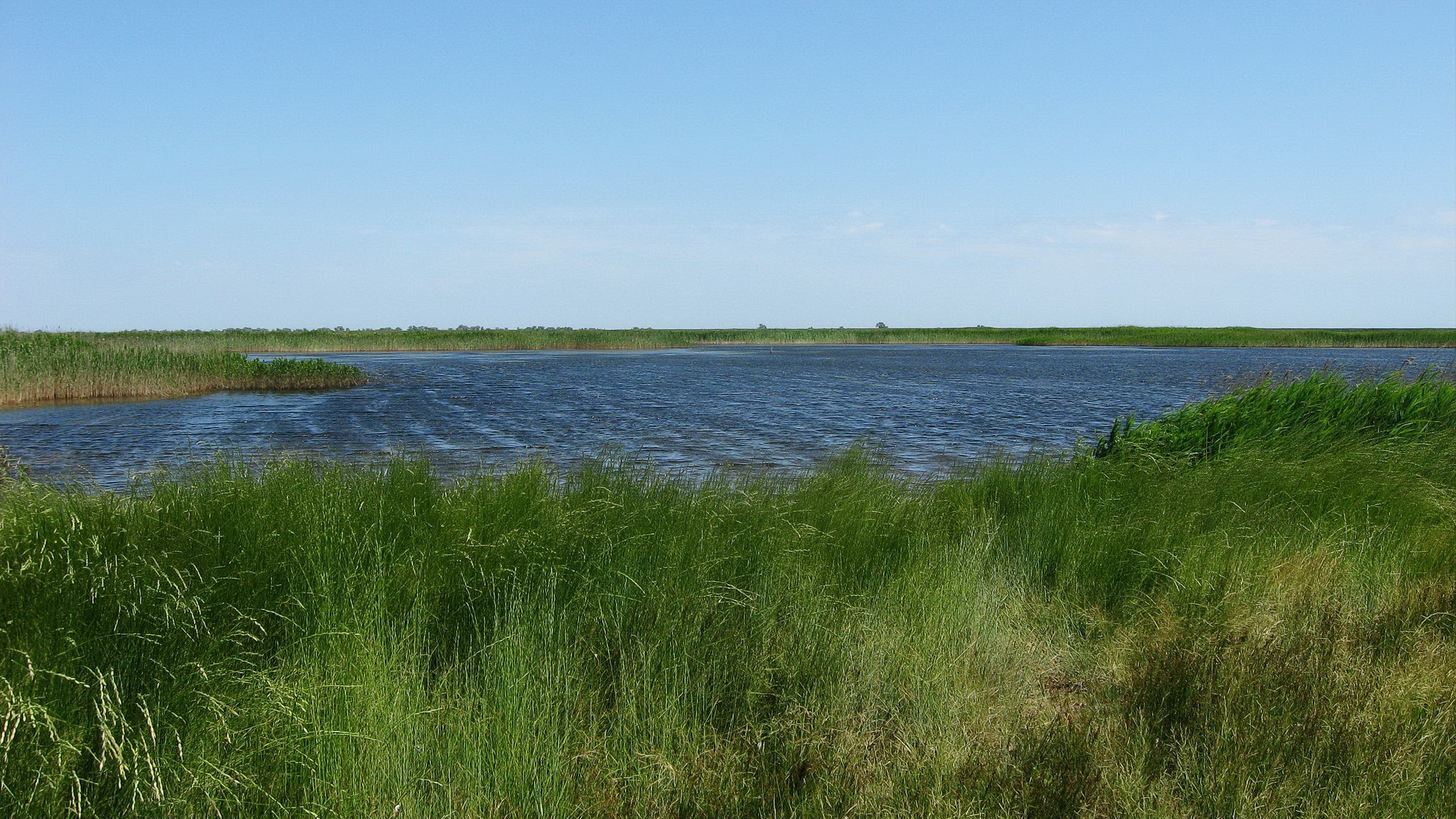
верховье лимана

Длина (от устьев рек Малый и Большой Утлюк до косы Арабатская Стрелка) — 63 км. Ширина средняя — 12-15, наибольшая — 18 км (от Геническа до Бирючий маяк); ширина верховья лимана — до 4 км. Глубина вдоль побережья — 0,4-1,2 м, наибольшая — 7 м (в западной части у косы Арабатская Стрелка). Глубина лимана увеличивается с северо-востока на юго-запад. Высота береговой линии над уровнем моря — -0,4 м. Вдоль косы Федотовой и Бирючий остров есть отмели, остров Утиный. 
В месте впадения реки Атманай, лиман имеет залив (озеро) Сиваш (Болградский Сивашик), который соединён с лиманом узким проливом шириной 25 м. 
Верховье лимана отмежёвано в изолированный водоём (длиной 14 км, шириной 1,5-4 км) двумя дамбами — северной (в 1 км южнее устья реки Большой Утлюк) насыпной длиной 1,3 км и южной (возле села Атманай) каменно-земляной длиной 5,4 км, шириной по верху 8 м и высоток 3 м. Для переброса речной воды в лиман на его восточном берегу сооружён канал шириной 25 м и глубиной 4 м.
Северо-западный берег (от устья реки Большой Утлюк в сторону Геническа) лимана обрывистый (с пляжами и без) высотой 9-12 м, расчленённый балками и оврагами, северо-восточный (от устья реки Малый Утлюк в сторону Федотовой косы) — местами обрывистый высотой 2-3 м, южный и восточный (коса) — пологий, песчаный, очагами заболоченный, с прибрежно-водной растительностью (тростник обыкновенный). Берега лимана сложены жёлто-бурыми лёссовидными суглинками, под которым залегают красно-бурые песчанистые глины.
Питается лиман морскими водами и атмосферными осадками, незначительно — поверхностным стоком. Вследствие большого протяжения и постоянного сообщения с морем концентрация воды лимана незначительная. Солёность — 12—15 ‰. Концентрация рапы 4,1° Be’, по химическому составу она относится к хлоридно-натриево-магниевым. При организации специальных садочных бассейнов на лимане могут быть организованы соляные промыслы. На косе Бирючий остров находится несколько мелких озёр (Олень, Ямкивский, Вершинский, Озёрский), в которых летом выпадает соль. Озёра сообщатся проливами с лиманом. Климатические условия для добычи соли весьма благоприятны. 
Температура воды летом от +22 до +30+32 °C, зимой от 0 до -0,3°C, ледостав неустойчивый.
Дно песчаное, с ракушкой, местами илистое. Грязь чёрного цвета, залегает островками; наибольшие её запасы находятся в заливе у бывшего села Азовское (часть Кирилловки). Толщина слоя грязи изменяется от 5 до 20 см. 
Состав рапы лимана (по А. И. Дзенс-Литовскому и О. Г. Морачевской): удельный вес — 1,02 г/м³, Na — 1,15, K — -, Ca — 0,07, Cl — 2,10, SO4 —  0,37, HCO3 — -, сумма ионов — 3,84.

### Населённые пункты
На берегах Утлюкского лимана лежат город Геническ, пгт Кирилловка (его части — бывшие сёла Азовское и Степок), сёла Приморское, Озерное, Атманай, Давыдовка, Волчье.

## Природа
В Утлюкском лимане водятся бычки, кефаль. Водяная растительность представлена диатомовыми, зелёными и красными водорослями. Берега являются местом гнездования птиц. Берега, в частности в верховье лимана и вдоль кос Федотовой и Бирючий Остров, зарастают прибрежно-водной растительностью (тростник обыкновенный). 

### Охраны природы
Северо-восточная часть акватории лимана (без изолированного дамбами водоёма) площадью 13 500 га расположена в границах Приазовского национального природного парка (зоны заповедная, регулируемой рекреации, хозяйственная), созданного 10 февраля 2010 года.
Полоса акватории вдоль косы Бирючий Остров расположена в границах Азово-Сивашского национального природного парка, созданного 25 февраля 1993 года.
Залив при впадении рек Малый Утлюк и Большой Утлюк расположен в границах комплексного памятника природы общегосударственного значения Верховье Утлюкского лимана площадью 280 га (создан в 1996 году, с 2010 года часть Приазовского НПП). Залив (озеро) Сиваш при впадении реки Атманай расположен в границах ландшафтного заказника общегосударственного значения Верховье Утлюкского лимана площадью 2800 га (создан в 1996 году, с 2010 года часть Приазовского НПП).